# Emir Sader
Emir Simão Sader (São Paulo, 13 de juliol de 1943) és un sociòleg i politòleg brasiler.
D'origen libanès, es va graduar en Filosofia per la Universitat de São Paulo, on va obtenir un màster en Filosofia Política i un doctorat en Ciències Polítiques. En aquesta mateixa universitat va treballar com a professor fins que es va jubilar. També va treballar com a investigador al Centre d'Estudis Socioeconòmics de la Universitat de Xile i va ser professor de política a la Universitat Estatal de Campinas.
És Secretari Executiu del Consell Llatinoamericà de Ciències Socials i dirigeix el Laboratori de Polítiques Públiques de la Universitat de l'Estat de Rio de Janeiro, on ensenya sociologia i n'és professor emèrit. El 2011 va ser postulat per a la presidència de la Fundació Casa de Ruy Barbosa, nomenament avortat després de la crisi generada a partir d'una entrevista en la qual va criticar la ministra de Cultura Ana Buarque de Hollanda. Té experiència en Ciències Polítiques, amb èmfasi en Estat i Govern. Els seus temes de treball són la política d'Amèrica Llatina en general i la de Brasil en particular. És l'autor de l'assaig La venganza de la historia. Hegemonía y contra-hegemonía en la construcción de un nuevo mundo posible, entre altres llibres.
Col·labora amb publicacions nacionals i internacionals i és membre del consell editorial de la revista britànica New Left Review. Va presidir l'Associació Llatinoamericana de Sociologia (1997-1999) i és un dels organitzadors del Fòrum Social Mundial. Sader va participar, a més, en el Fòrum Internacional per l'Emancipació i la Igualtat, realitzat a l'Argentina l'any 2015.
El 2019, Emir Sader va rebre el Premi Rodolfo Walsh que atorga la Facultat de Periodisme i Comunicació Social de la Universitat de la Plata. Durant la cerimònia va expressar el desafiament que tenen els governs llatinoamericans en matèria educativa: «Hem de tenir governs compromesos amb acabar els seus mandats lliures d'analfabetisme».